# Afrocentrism
Afrocentrism är en pseudohistorisk oorganiserad rörelse eller kanske snarare extremistisk motkultur som fokuserar på studier av historien ur ett afrikanskt perspektiv med fokus på personer av synbart afrikanskt ursprung. Det är bland annat en reaktion på historisk så kallad whitewashing av historien och eurocentriska attityder kring afrikaner och deras bidrag till historien i västerländsk historieskrivning inom framför allt USA. 
Den ser som sitt syfte att motverka vad den betraktar som misstag och felaktiga idéer om historia som utvecklades i västerländsk akademisk forskning sedan renässansen, vars eurocentriska och rasistiska perspektiv länge användes för att rättfärdiga Västvärldens förslavande av personer från Afrika och deras historia, och istället lägga fokus på studier av historien ur afrikanskt perspektiv. Afrocentrismen förespråkar att ompröva och studera historien på nytt, för att utmana de rön västvärldens forskning kommit fram till, då denna så länge varit präglad av rasism, och därför bör betraktas med misstänksamhet. 
Afrocentrismen som modern rörelse har sitt ursprung bland afroamerikanska intellektuella i USA under 1800- och 1900-talen. Den utgjorde där en reaktion mot rasismen i det amerikanska samhället, och bidrog efter medborgarrättsrörelsen till inrättandet av studier i afrikansk historia vid amerikanska universitet. Rörelsen har historiskt främst varit amerikansk, men i mitten av 1900-talet bidrog även vissa afrikanska akademiker som invandrat till USA till den. Bland dess notabla förespråkare nämns Cheikh Anta Diop, John Henrik Clarke, Ivan van Sertima och Molefi Kete Asante. 
Afrocentrismen har kritiserats för att förminska alla icke afrikanska bidrag till historien, och i gengäld förstora de afrikanska. Kritiker, som Mary Lefkowitz, har beskrivit den som pseudohistoria, medan Kwame Anthony Appiah har beskrivit den som lika falskt etnocentrisk och hierarkisk som eurocentrismen, med skillnaden att det inom afrocentrismen är européer och deras historia som förminskas. 
Ett inflytelserikt verk inom afrocentrismen är Martin Bernals bok Black Athena från 1987, där antikens Grekland påstods vara bebodd av en svart ursprungsbefolkning innan den erövrades av vita invandrare, och att den västerländska historieforskningen sedan dess har dolt detta. 
Ett viktigt tema är hypotesen att ursprungsbefolkningen i Fornegypten var svarta, något som har gett upphov till den så kallade Ancient Egyptian race controversy. Denna hypotes odlas särskilt av den afrocentriska rörelse som blivit känd som Hoteps. En av idéerna inom denna skola är Cleopatra race controversy. En religiös afroamerikansk kristen rörelse influerad av afrocentrismen, känd som Black Hebrew Israelites, hävdar att antikens hebréer, däribland Jesus, var svarta. 